# Nicolaes Couckebacker
Nicolaes Coeckebacker ou Couckebacker est par deux fois directeur du  comptoir néerlandais à Hirado, poste commercial japonais de la Compagnie néerlandaise des Indes orientales. Il y arrive en 1633 et y reste jusqu'à l'automne 1635. Son second séjour en tant que VOC opperhoofd à Hirado se déroule de 1637 à 1639. 
Ayant reçu du clan Matsudaira ordre de l'aider à écraser la rébellion des chrétiens, conduits par Amakusa Shirō à Shimabara, Coeckebacker bombarde les insurgés pendant une quinzaine de jours dans leur fief du château de Hara de son navire De Rijp, à partir du 24 février 1638. Le 12 mars, Matsudaira Nobutsuna lui demande de se retirer et le remercie de son aide. La participation de Coeckebacker à l'attaque, qui fait partie de la rébellion de Shimabara est, selon ses propres déclarations, à la fois faite de mauvais grè et inefficace. 
En 1640, il tente en vain de négocier un accord commercial avec la dynastie Trịnh du Vietnam.
Nicolaes Couckebacker écrit un Rapport concernant mon voyage au Tonkin et ma tournée d'inspection du Comptoir de la Société à Tayouan sur l'île de Formose. Coeckebacker est un ami de François Caron, qui supervisera le transfert du pouvoir aux Japonais en 1641, et qui sera le premier directeur du comptoir de Deshima.
Coeckebacker est père de nombreux enfants, dont certains Japonais.
Après son retour en Hollande, Coeckebacker se marie et devient schepen dans sa ville natale de Delft.